# Austrosimulium longicorne
Austrosimulium longicorne är en tvåvingeart som beskrevs av Tonnior 1925. Austrosimulium longicorne ingår i släktet Austrosimulium och familjen knott. Inga underarter finns listade i Catalogue of Life.